# Ewa Miodyńska
Ewa Miodyńska (ur. 25 października 1939 w Warszawie, zm. 10 lutego 2001 tamże) – polska aktorka, piosenkarka i tancerka baletowa.

## Życiorys
Urodziła się i wychowała w Warszawie. Po ukończeniu szkoły średniej zdała maturę i rozpoczęła naukę w studium baletowym przy Operetce Śląskiej w Gliwicach. W 1960 roku po czterech latach edukacji została zaangażowana do pracy w Operetce w charakterze tancerki. Równocześnie uczęszczała na lekcje śpiewu i w 1962 roku zdała egzamin eksternistyczny dla aktorów estrady, przechodząc na etat aktorski. W 1968 roku zdecydowała się na powrót do Warszawy, gdzie podjęła współpracę z Telewizją Polską, Teatrem Telewizji i Estradą. Wzięła udział w programie rozrywkowym pt. Z wizytą u Was (emisja: 12 lipca 1969, TVP1), który prowadziła Hanka Bielicka i w którym wzięli udział także – następujący wykonawcy: Urszula Sipińska, Ałła Gonczarowa (ZSRR), Rena Rolska, Lidia Wysocka, Adrianna Godlewska, Mieczysław Święcicki, Marian Jonkajtys, Wojciech Młynarski, Ada Rusowicz, Wojciech Korda i Niebiesko-Czarni. W 1970 roku wystąpiła w Telewizyjnej Giełdzie Piosenki i zaśpiewała piosenkę Co to jest Warszawa (muz. Urszula Rzeczkowska – sł. Jan Tadeusz Stanisławski). Zaś 21 czerwca 1972 roku wzięła udział w koncercie inauguracyjnym zatytułowanym „Witamy po raz dziesiąty” w ramach X KFPP w Opolu, gdzie z towarzyszeniem Partity wykonała piosenkę pt. Za nasze piękne dni (muz. Ryszard Poznakowski – sł. Jerzy Kleyny). W latach 1970–1981 występowała w Teatrze Syrena.
Była drugą żoną Janusza Gajosa dla którego porzuciła karierę artystyczną (poznali się w 1970, gdy ten po zakończeniu zdjęć do serialu Czterej pancerni i pies, przeprowadził się z Łodzi do Warszawy), lecz związek obojga aktorów zakończył się rozwodem.
Zmarła 10 lutego 2001 roku w Warszawie. Została pochowana na Cmentarzu Powązkowskim (kwatera 310-4-5).

## Filmografia

### Filmy[1]
- 1974: Nie ma róży bez ognia – jako kobieta w lokalu (nie występuje w napisach)
- 1976: Bezkresne łąki – jako stewardesa w samolocie do Krakowa

### Spektakle Teatru Telewizji[1]
- 1971: Słomkowy kapelusz – jako Helena
- 1974: Sprawa Virginii Denham – jako Esmeralda

## Dyskografia

### Kompilacje
- 1970: Telewizyjna Giełda Piosenki (1) (LP, Polskie Nagrania „Muza” N-0583) – piosenka Co to jest Warszawa[2]
- 1994: Warszawo, piękna Warszawo (CD, Polskie Nagrania „Muza” PNCD281) – piosenka Co to jest Warszawa[2]
- Wiej wietrze (Pocztówki Dźwiękowe E. Żelechowski – 84)[10]
- Za nasze piękne dni (Wytwórnia Pocztówek Dźwiękowych – Sr 54)[10]